# Опашка
Опашката (на лат. Cauda) е част от тялото на гръбначните животни. Тя е изградена от различен брой опашни прешлени, покрити с мускули и кожа. Намира се в задния край на тялото, след ануса.
Опашката има различни функции при отделните систематични групи:
- при рибите опашката служи за запазване на правилното положение на тялото във водата и за завиване при движение;
- при земноводните опашката служи за по-бързо придвижване и за по-прецизна промяна на посоката на движение във водна среда;
- при влечугите опашката служи за балансиране на движенията на тялото;
- при птиците опашката служи за завиване при летене;
- при бозайниците опашката служи за балансиране на движенията на тялото.

При човека опашката е закърняла, но понякога може да се появи като атавистичен признак.